# Метростанция „Европейски съюз“
Метростанция „Европейски съюз“ е станция от линия М2 на Софийското метро. Тя е въведена в експлоатация на 31 август 2012 г.

## Местоположение
Метростанцията е разположена под бул. „Черни връх“, между музей „Земята и хората“ и кръстовището с бул. „Св. Наум“ и бул. „Арсеналски“. Намира се в близост до хотел Хемус, Парк Център София и музей „Земята и хората“. Станцията има два вестибюла – единият в съществуващия подлез при музей „Земята и хората“, а другият на кръстовището на бул. „Черни връх“ и бул. „Арсеналски“, при Хотел Хемус и Сити Център София.
| № | Име на вход/изход       | Достъпност |
| - | ----------------------- | ---------- |
| 1 | Музей „Земята и хората“ |            |
| 2 | ул. Капитан Андреев     |            |
| 3 | ул. Крум Попов          | асансьор   |
| 4 | бул. Арсеналски         |            |
| 5 | хотел Хемус             |            |
| 6 | ж.к. Лозенец            | асансьор   |

## Архитектурно оформление
Метростанцията първоначално е наименувана „Св. Наум“. Поради факта, че Втори метродиаметър се изгражда с финансовата помощ на ЕС, в знак на благодарност, станцията е наименувана на съюза. Решението е взето на 14 юни 2012 г.
Станцията е с островен перон, подземна, едноотворна и с плосък покрив. В дизайна на станцията са използвани елементи наподобяващи клони на дървета. Използваните цветове са пурпурно, снежнобяло и бледосиво. Подът е застлан с полиран гранит с диагонални ивици от тъмнорозов гранитогрес. Стените са облицовани със светлосив и тъмносив гранитогрес, а обемни ивици от цветен еталбонд оформят различни по големина пана. В центъра на перона е разположена скулптурна фигура, посветена на Европейския съюз.
Станцията е една от най-старите, построени конструктивно в Софийския метрополитен – още през 80-те години на миналия век. Бил е отлят и перонът. Тогава е изграден и тунелът между станция „НДК“ и станция „Европейски съюз“. Остават консервирани до започването на строежа на Втори метродиаметър. След разконсервирането се доизгражда в дължина станцията и се изгражда южният вестибюл, на който има изграден асансьор за трудно подвижни граждани и майки с деца.
Архитекти на станцията са Елена и Фарид Пактиавал.

## Връзки с градския транспорт

### Автобусни линии
Метростанция „Европейски съюз“ се обслужва от 3 автобусни линии от дневния градски транспорт и 1 линия от нощния транспорт:
- Автобусни линии от дневния транспорт: Х9, 94, 102
- Автобусни линии от нощния транспорт: N2

### Трамвайни линии
До метростанция „Европейски съюз“ има трамвайно трасе, което е частично разрушено и закрито от Столична община, въпреки протестите на жителите в „Лозенец“. Трасето му по бул. „Арсеналски“ днес е скоростно трасе за автобусните и тролейбусните линии.

### Тролейбусни линии
Метростанция „Европейски съюз“ се обслужва от 1 тролейбусна линия:
- Тролейбусни линии: 7